# Peter Brysse
Peter Brysse (Roeselare, 9 maart 1973) is een Belgisch bestuurder.

## Levensloop
Brysse studeerde marketing management aan de Hogeschool Gent. Sinds 2005 is hij samen met zijn echtgenote actief in de KMO 'Attent'. Deze onderneming is gespecialiseerd in waarderingsformules voor medewerkers en klanten.
In juni 2020 volgde hij Karl Verlinden op als voorzitter van UNIZO.